# Monte Nevados Ojos del Salado
Il Nevado Ojos del Salado è uno stratovulcano situato tra Argentina e Cile che, con i suoi 6.887 metri di altitudine, è il vulcano più alto del mondo. La montagna è in altezza la seconda delle Ande, la seconda dell'Emisfero occidentale e la seconda dell'Emisfero australe, sempre dopo l'Aconcagua, situato a 550 chilometri in direzione sud. È costituita da due punte, conosciute come la cima argentina e la cima cilena, anche se la linea di confine tra i due paesi passa per entrambi gli apici, queste si distinguono come nome per le vie alpinistiche che si percorrono,  che provengono dai rispettivi paesi.
A causa della sua ubicazione nei pressi del Deserto di Atacama, la montagna presenta condizioni climatiche particolarmente secche con neve solo nel periodo invernale e solo nella parte più elevata. Nonostante questo nei pressi della cima esiste un lago formato da un cratere vulcanico del diametro di circa 100 metri, ad un'altezza di 6.390 metri nella parte est del monte: questo è il bacino lacustre posto alla maggior altitudine del mondo.
Non si sono registrate eruzioni in tempi recenti, tuttavia la presenza di fumarole fa pensare che l'assenza di dati certi sia da attribuire all'ubicazione in una zona particolarmente disabitata ed inaccessibile fino a tempi recenti. L'ascensione alla vetta è semplice, eccettuato il tratto finale, dove sono necessarie le attrezzature alpinistiche; i primi conquistatori furono nel 1937 i polacchi Jan Alfred Szczepanski e Justyn Wojsznis.

## Geologia
L'Ojos del Salado è uno stratovulcano il cui ampio cratere è crollato formando i due torrioni costituenti le altrettante cime. Queste hanno altitudini simili con una prevalenza di circa un metro di quella denominata cilena.

## Geografia
Il suo nome è dovuto al fatto che risulta la sorgente del fiume detto Rio Salado, la frontiera decisa dal governo britannico nel 1902, oltre che tra le due cime, è determinata anche dal corso del fiume.
La montagna si trova al centro di una catena vulcanica che si sviluppa in direzione est-ovest della lunghezza di 60 chilometri che inizia dal Paso Fronterizo San Francisco e finisce al Nevado Tres Cruces.
Differenti meccanismi di misurazione hanno generato contraddittori risultati nel determinare l'altitudine dell'Ojos del Salado e delle altre montagne delle andine. Anche se solitamente si è ritenuto l'Aconcagua il monte più alto del continente, una rilevazione del 1956 ha attribuito al vulcano cento metri in più, ma il margine di errore troppo alto ha fatto in modo che questa non venisse accettata ufficialmente.
Tuttavia si mise in moto un dibattito per stabilire almeno quale fosse il vulcano più alto del mondo in competizione col Monte Pissis (interamente in territorio argentino), accreditando quest'ultimo come leggermente ad una quota superiore.
Nel 2007 una spedizione franco-cilena esplorò i due vulcani determinando la loro altitudine, dopo che nel 2005 un'altra spedizione dell'università di Concepción aveva confermato il primato dell'Aconcagua a 6.965 metri, aveva stabilito le seguenti altezze: Ojos del Salado metri 6.891, Monte Pissis metri 6.792.

## Attività vulcanica
Anche se non esistono dubbi che l'Ojos del Salado sia effettivamente un vulcano, il dibattito riguarda il fatto che venga considerato "attualmente" o "storicamente" attivo. Secondo l'Istituto Smithsoniano e il suo Programma globale di Vulcanismo l'eruzione più recente risale a 1.300 anni fa, ma con un importante lasso di errore. Tuttavia si sono evidenziati emissioni limitate di ceneri nel 1993, continue presenze di fumarole e qualche flusso di lava in tempi relativamente recenti. Accettando questi dati si confermerebbe il vulcano più alto al mondo. Se si considerassero date documentate il primato passerebbe al Llullaillaco con un'eruzione certa nel 1877.

## Accesso
La scalata alla montagna è relativamente facile dal punto di vista tecnico, non sono richieste particolari abilità, eccetto che negli ultimi venti metri, dove occorre attrezzatura.
Tuttavia un problema rilevante possono essere le condizioni climatiche: temperature sottozero e venti forti. Inoltre, se la salita avviene troppo rapidamente e senza acclimatamento si può incorrere in edemi cerebrali o mal d'altezza, patologie tipiche in tali condizioni, e potenzialmente letali.
Per l'avvicinamento la città più vicina è Copiapó, in Cile, dove sono disponibili società alpinistiche che facilitano le spedizioni. Queste trasportano l'alpinista prima a Laguna Verde, a 4245 m s.l.m., e dopo alcuni giorni di acclimatamento nei rifugi dell'Università di Atacama, a 5200 metri d'altitudine. Infine gli scalatori vengono trasportati al rifugio Tejos, a 5800 m.s.l.m., da dove è possibile iniziare la scalata, che può essere effettuata solo dalle ore 5:00 alle 14:00, a causa dei forti venti che iniziano a soffiare nel pomeriggio.
Dal lato argentino si parte dalla località di Catamarca; una strada attraversa il Paso International San Francisco, completamente asfaltata fino al confine cileno.

## Record di altitudine
Il 21 aprile 2007 il pilota d'auto Gonzalo Bravo e il suo copilota Eduardo Canales Moya hanno battuto il record mondiale di altezza di un veicolo a motore terrestre, arrivando vicino alla cima dell'Ojos del Salado a quota 6.688 metri, superando quello di un equipaggio tedesco che nel marzo precedente erano giunti a 6.646 metri. Il veicolo era modificato per arrivare a tali quote, l'impresa è stata registrata dal Guinness dei primati il luglio successivo.
Nel marzo 2012 tre motociclisti hanno segnato il record di altitudine massima raggiunta in moto, a bordo di tre Husaberg FE 570, portandole in cima al vulcano cileno l'Ojos del Salado, il più alto del mondo.